# السير في الغابة
السير في الغابة (بالإنجليزية: A Walk in the Woods)‏ هو فيلم مغامرة تم إنتاجه في الولايات المتحدة وصدر في سنة 2015. الفيلم من إخراج كين كويبس وكتابة روبرت ريدفورد. من بطولة روبرت ريدفورد ونيك نولتي وكريستين شال ونيك أوفرمان وماري ستينبرجن.

## القصة
بعد قضاء عقدين من الزمن في (إنجلترا) ، يقرر بيل بريسون (روبرت ريدفورد) الرجوع إلى موطنه (أمريكا) .
يقرر أن أحسن طريقة للتواصل السريع مع موطنه القديم هي عن طريق المشي على طريق (الأبلاش)، الذي يمتد لأكثر من 3500 كيلومتر مع صديق قديم له .

## الميزانية والإيرادات
بلغت تكلفة إنتاج الفيلم حوالي 8 ملايين دولار بينما حقق أرباحا تقدر بـ 21.2 مليون دولار.

## وصلات خارجية
- السير في الغابة على موقع IMDb (الإنجليزية)
- السير في الغابة على موقع ميتاكريتيك (الإنجليزية)
- السير في الغابة على موقع الموسوعة البريطانية (الإنجليزية)
- السير في الغابة على موقع روتن توميتوز (الإنجليزية)
- السير في الغابة على موقع نتفليكس (الإنجليزية)
- السير في الغابة على موقع قاعدة بيانات الأفلام العربية
- السير في الغابة على موقع ألو سيني (الفرنسية)
- السير في الغابة على موقع أول موفي (الإنجليزية)
- السير في الغابة على موقع بوكس أوفيس موجو (الإنجليزية)
- السير في الغابة على موقع فيلمافينيتي (الإسبانية)